# Kicking a Dead Pig: Mogwai Songs Remixed
A Kicking a Dead Pig: Mogwai Songs Remixed a Mogwai első remixalbuma, amelyet 1998. május 18-án adott ki az Eye-Q Records. Az albumon több előadó is szerepel, például a My Bloody Valentine, vagy az Arab Strap.

## Leírás
A lemezt eredetileg a hamar csődbe ment Eye-Q Records adta ki. Megszűnésük után a kiadvány ritka lett; később, 2001-ben a Chemikal Underground újra kiadta, és az eredeti számlistát kiegészítették a Mogwai Fear Satan μ-Ziq- és My Bloody Valentine-féle feldolgozásával.
1998-ban az Eye-Q Records a jogokat továbbadta a Jetsetnek, amely mára már szintén megszűnt. Az ő kiadásuk két lemezből állt: ez a kiadás tartalmazta a Mogwai Fear Satan Remixes albumot is.

## Számlista
A feldolgozások szerzői a cím után zárójelben vannak feltüntetve.
| 1. | Like Herod (Hood-remix)                                             | 6:54 |
| 2. | New Paths to Helicon, Pt. 2 (Max Tundra-feldolgozás)                | 7:19 |
| 3. | Summer (Klute-remix)                                                | 6:31 |
| 4. | Gwai on 45 (Arab Strap-remix)                                       | 8:26 |
| 5. | A Cheery Wave from Stranded Youngsters (Third Eye Foundation-remix) | 5:06 |
| 6. | Like Herod (Alec Empire-remix)                                      | 5:06 |
| 7. | R U Still In 2 It? (DJ Q-remix)                                     | 8:15 |
| 8. | Tracy (Kid Loco-remix)                                              | 8:32 |
| 9. | Mogwai Fear Satan (Mogwai-remix)                                    | 9:55 |

| CD2: Mogwai Fear Satan Remixes | CD2: Mogwai Fear Satan Remixes                      | CD2: Mogwai Fear Satan Remixes | CD2: Mogwai Fear Satan Remixes | CD2: Mogwai Fear Satan Remixes | CD2: Mogwai Fear Satan Remixes | CD2: Mogwai Fear Satan Remixes | CD2: Mogwai Fear Satan Remixes | CD2: Mogwai Fear Satan Remixes | CD2: Mogwai Fear Satan Remixes |
|                                | Cím                                                 | Hossz                          |                                |                                |                                |                                |                                |                                |                                |
| ------------------------------ | --------------------------------------------------- | ------------------------------ | ------------------------------ | ------------------------------ | ------------------------------ | ------------------------------ | ------------------------------ | ------------------------------ | ------------------------------ |
| 1.                             | Mogwai Fear Satan Remix (Mogwai-remix)              | 9:50                           |                                |                                |                                |                                |                                |                                |                                |
| 2.                             | Mogwai Fear Satan Remix (µ-Ziq-remix)               | 7:21                           |                                |                                |                                |                                |                                |                                |                                |
| 3.                             | Mogwai Fear Satan Remix (Surgeon-remix)             | 6:26                           |                                |                                |                                |                                |                                |                                |                                |
| 4.                             | Mogwai Fear Satan Remix (My Bloody Valentine-remix) | 16:12                          |                                |                                |                                |                                |                                |                                |                                |
| 105:50                         |                                                     |                                |                                |                                |                                |                                |                                |                                |                                |

## Közreműködők

### Mogwai
- Stuart Braithwaite
- Dominic Aitchison
- Martin Bulloch
- Barry Burns
- John Cummings

### Más zenészek
- Hood, Max Tundra, Klute, Arab Strap, Third Eye Foundation, Alec Empire, DJ Q, Kid Loco, μ-Ziq, Surgeon, My Bloody Valentine – remixek

## Fordítás
Ez a szócikk részben vagy egészben  a   Kicking a Dead Pig: Mogwai Songs Remixed című angol Wikipédia-szócikk ezen változatának fordításán alapul.  Az eredeti cikk szerkesztőit annak laptörténete sorolja fel. Ez a jelzés csupán a megfogalmazás eredetét és a szerzői jogokat jelzi, nem szolgál a cikkben szereplő információk forrásmegjelöléseként.